# Vestido de la venganza
El «vestido de la venganza» (en inglés: «revenge dress») es un polémico atuendo que la princesa Diana de Gales lució el mismo día en que su todavía esposo, el príncipe Carlos, anunció públicamente su adulterio con Camilla Parker Bowles.

## Historia
La noche del 29 de junio de 1994 la revista Vanity Fair organizó en la Serpentine Gallery de Londres la gala benéfica anual destinada a recaudar fondos para la galería de arte. Dicho evento coincidió con la emisión de un documental en la televisión nacional británica en el que el príncipe Carlos, de quien Diana llevaba separada desde 1992, hizo pública su relación amorosa con Camilla Parker Bowles estando todavía casado, lo que suponía reconocer el hecho de haber cometido adulterio, lo cual constituía a la vez una humillación para la princesa de Gales. El programa, cuyo objetivo era ofrecer una imagen favorable del príncipe Carlos, terminó siendo interpretado como un reconocimiento público de infidelidad cuando el entrevistador, Jonathan Dimbleby, preguntó al heredero al trono si había sido «fiel y honorable» durante su matrimonio, a lo que este respondió: «Sí, hasta que se rompió irremediablemente» (en los días previos a la emisión del programa se hizo una extensa promoción de la infidelidad que el príncipe iba a confirmar).
Diana no tenía pensado acudir al evento de Vanity Fair, al cual estaba invitada, debido a la vergüenza que le produjo la gran publicidad dada a la entrevista, alegando, por otro lado, no disponer de ningún atuendo que llevar a la velada, aunque dos noches antes del evento aceptó finalmente la invitación (Sarah Bradford, biógrafa de la princesa, escribió que Diana «fingió indiferencia» respecto al documental). Paul Burrell, su mayordomo, acudió al armario de la princesa y encontró un vestido corto de color negro el cual le sugirió ponerse. Este traje, obra de Christina Stambolian, había sido comprado por Diana tres años antes, si bien la princesa había optado por no lucirlo al considerarlo demasiado atrevido. No obstante, las declaraciones del diseñador Valentino anunciando que Diana acudiría a la velada con una creación suya causaron un gran enfado en la princesa, quien lo consideró «presuntuoso», tomando finalmente la decisión de lucir el vestido de Stambolian. Otras fuentes aseguran sin embargo que la princesa tenía intención de lucir un diseño de Valentino, provocando la publicación de dicha información que Diana decidiese cambiar de atuendo en el último momento. Según su estilista Anna Harvey, la princesa quería verse «como un millón de dólares».
Diana fue vista por vez primera luciendo el vestido cuando salió del coche en el que llegó a la galería y fue recibida por Peter Palumbo, barón Palumbo. Tim Graham, uno de los fotógrafos que registró el evento, afirmó que la llegada de la princesa apenas duró 30 segundos y que Diana sabía que habría una gran concentración de periodistas a causa de la entrevista de su esposo (Palumbo declararía posteriormente que la princesa «saltó del coche de esa manera maravillosamente atlética que tenía»). La aparición pública de Diana con este vestido, adquirido en su momento por £900, causó controversia debido a la ruptura de protocolo que suponía: por un lado, el traje era negro, un color reservado únicamente para el luto oficial por la muerte de algún miembro de la familia real o personaje relevante, y, por otro, dejaba al descubierto los hombros y las piernas por encima de la rodilla, lo cual implicaba un desafío a la etiqueta impuesta por la casa real británica. Julia Peyton-Jones, una de las asistentes al evento, declaró a The Telegraph:

Parecía que hubiera descendido a la Tierra desde otro planeta. Estaba sensacional con su modelo de hombros descubiertos y todos a su lado parecíamos grises y anticuados.

El impacto provocado por la polémica imagen de la princesa de Gales el mismo día en que su esposo hacía pública su infidelidad llevó a que su atuendo pasase a ser conocido como el «vestido de la venganza», si bien no recibió este apelativo hasta 2013, cuando fue llamado de esta forma por parte de la casa de subastas Kerry Taylor Auctions. Varios expertos consideran que, desde aquella aparición, el vestuario de Diana empezó a cambiar, tomando la princesa la decisión de mostrar una imagen más atrevida y sensual ya que sus vestidos comenzaron a ser más ceñidos, además de que Diana empezó a llevar tacones con más frecuencia. Según el diseñador David Sassoon: «Sus faldas se acortaron, su ropa comenzó a ser cada vez más sexy y Diana se convirtió en la rutilante y glamurosa princesa que hoy recordamos».

## Descripción
El atuendo, estilo little black dress, consiste en un vestido de cóctel negro asimétrico realizado en crepé de seda en el que destacan el corpiño fruncido y el escote bardot. Debido a lo fino y traslúcido del tejido, el mismo requiere de forro y varias capas de entretela para evitar transparencias. El lado izquierdo luce, por encima de la cadera, un recogido del que cuelgan varias capas de tela hasta los tobillos a modo de cola lateral. 
Para la ocasión, Diana remató el conjunto con medias transparentes de color negro, zapatos de tacón alto del mismo color, una gargantilla compuesta de siete hileras de perlas unidas por un broche, pendientes a juego, una pulsera en la muñeca derecha y un anillo en su mano izquierda. Como único accesorio, la princesa lució un bolso de mano también de color negro.

## Legado
Stambolian comparó la elección de Diana con el cisne negro del ballet de Tchaikovsky El lago de los cisnes, afirmando que la princesa «escogió no interpretar la escena como Odette, inocente de blanco. La interpretó como Odile, estaba claramente enfadada». El «vestido de la venganza» terminaría convirtiéndose en un icono de moda por lo atrevido del atuendo así como por su trasfondo (en años posteriores este conjunto serviría de inspiración a diversas personalidades). The Telegraph describió el vestido, de acuerdo con la página oficial de Stambolian, como: 

La pieza de la resistencia... el pequeño y valiente «Cóctel de serpentina histórico, posiblemente el vestido más estratégico jamás usado por una mujer en los tiempos modernos».

La marca de ropa Bershka puso a la venta en 2019 una versión de este modelo, si bien la misma difiere en gran medida del original al carecer, entre otros, del fruncido del corpiño así como de la característica cola lateral. Del mismo modo, la fama del atuendo condujo a la venta de una reproducción limitada en miniatura del vestido.